# Guns for Hire
«Guns for Hire» es una canción de la banda australiana de hard rock AC/DC, proveniente de su álbum de estudio Flick of the Switch, lanzado en 1983. Fue escrita por Angus Young, Malcolm Young y Brian Johnson, y también fue lanzada como sencillo junto con la canción "Landslide" como lado B.
Guns For Hire se diferencia de otras canciones de AC/DC, ya que al comienzo de la canción, el guitarrista Angus Young produce una serie de rápidos martilleos en medio de varias pausas. Después de varias veces, el resto de la banda entra en juego.
Guns for Hire fue la canción de apertura de la gira que siguió en apoyo de Flick of the Switch, pero nunca ha sido tocada en cualquier otra gira de AC/DC desde entonces.

## Lista de canciones
Todas las letras escritas por Angus Young, Malcolm Young y Brian Johnson, toda la música compuesta por AC/DC. 
| Lanzamiento promocional |        |          |  |
| N.º                     | Título | Duración |  |

## Personal
- Brian Johnson – vocalista
- Angus Young – guitarra solista
- Malcolm Young – guitarra rítmica, coros
- Cliff Williams – bajo, coros
- Phil Rudd – batería